# Mala Drenova
Mala Drenova (en serbe cyrillique : Мала Дренова) est un village de Serbie situé dans la municipalité de Trstenik, district de Rasina. Au recensement de 2011, il comptait 619 habitants.

## Démographie

### Évolution historique de la population
| 1948 | 1953 | 1961 | 1971 | 1981 | 1991 | 2002 | 2011 |
| ---- | ---- | ---- | ---- | ---- | ---- | ---- | ---- |
| 899  | 888  | 894  | 880  | 896  | 787  | 735  | 619  |

|  |